# Carcare
Carcare (Cancre en  langue ligurienne) est une commune italienne de 5 745 habitants de la province de Savone, dans la région Ligurie.

## Communes limitrophes
Altare, Cairo Montenotte, Cosseria, Mallare, Pallare et Plodio.

## Personnalités liées
- Giuseppe Sapeto (1811-1895), missionnaire et diplomate.
- Nanni Cagnone (1939-), écrivain et poète.